# Reinhold Anrep (General, † 1602)
Reinhold Anrep († 1602) war ein estländischer Landrat und schwedischer Feldmarschall.

## Leben
Anrep entstammte dem deutsch-baltischen Adelsgeschlecht von Anrep. Sein Vater war der Landrat in Harrien und Erbherr auf Haehl, Fegfeuer und Sauß, Hermann von Anrep († 1573).
Er wurde 1589 urkundlich genannt und untersiegelte am 25. April 1600 bei Reval den Übertritt der estländischen Ritterschaft unter die Gefolgschaft Herzog Karls von Södermannland. Auch muss er wie sein Vater selbst die Stellung eines estländischen Landrats innegehabt haben. 1602 ist er im Rang eines Feldmarschalls im Krieg gegen Polen gefallen.
Aus väterlichem Erbe besaß er das Gut Haehl und war außerdem Erbherr auf Waddemois.

## Familie
Reinhold Anrep heiratete Dorothea von Wrangell a.d.H. Ellistfer, mit der er eine Tochter und einen Sohn hatte:
1. Margaretha († 1665), ⚭ Hermann von Fersen († nach 1630), Erbherr auf Rayküll (Eltern von Otto Wilhelm von Fersen)
2. Reinhold († vor 1641), schwedischer Oberst, Erbherr auf Haehl, Payel und Haggud ⚭ Anna von Bremen († 1657)